# Britische Kolonisierung Amerikas
Die Besiedlung und Kolonisierung des amerikanischen Doppelkontinents durch das Königreich England, hernach Königreich Großbritannien, Vereinigtes Königreich Großbritannien und Irland und schließlich Vereinigtes Königreich Großbritannien und Nordirland, begann Ende des 16. Jahrhunderts und erreichte ihren Höhepunkt, als in allen Teilen des Kontinents Kolonien und auf Hawaii ein Protektorat errichtet worden waren. Die Briten waren mit diesem entstehenden Reich im Prozess der europäischen Kolonisierung Amerikas lange die Hauptrivalen des spanischen Kolonialreichs in Amerika.
Die britische Eroberung verursachte dramatische Umbrüche in den indianischen Zivilisationen Amerikas: direkt durch britische Militärkräfte, indirekt durch eingeschleppte europäische Krankheiten und den „Columbian Exchange“, dem Austausch von Pflanzen und Tieren zwischen der östlichen und westlichen Hemisphäre. Obwohl viele indianische Gesellschaften eine Kriegerschicht ausgebildet hatten und lange Erfahrung in Kriegsführung aufwiesen, unterlagen sie letztlich den überlegenen britischen Kräften. Viele der eroberten Völker verschwanden oder wurden in das koloniale System eingegliedert.
Nach dem Amerikanischen Unabhängigkeitskrieg wurde den verbleibenden britischen Gebieten Amerikas mehr Eigenständigkeit gewährt, bis sie in die Unabhängigkeit entlassen wurden. Auf diese Art erhielten zwei Länder in Nordamerika, zehn in der Karibik und eines in Südamerika ihre Unabhängigkeit von Großbritannien. Heute gibt es in Amerika noch acht britische Überseegebiete mit unterschiedlichen Graden von Selbstverwaltung. Außerdem sind neun ehemalige britische Besitzungen in Amerika heute Commonwealth Realms, unabhängig vom Vereinigten Königreich, aber in Personalunion verbunden durch das gemeinsame Staatsoberhaupt.
Auf dem Höhepunkt der Macht des Britischen Weltreichs existierten drei Arten von Kolonien; Pachtgebiete (englisch: „charter colony“), Eigentumssiedlungsgebiete (englisch: „proprietary colony“) und Kronkolonien (englisch: „royal colonies“ oder „crown colonies“).

## Nordamerika

### Englische Kolonien in Nordamerika
Das Königreich England gründete Kolonien entlang der Ostküste Nordamerikas von Neufundland im Norden bis nach Florida im Süden. Anfänglich galt der Name „Virginia“ (nach dem Titel „The Virgin Queen“ (deutsch: „Die jungfräuliche Königin“) der englischen Königin Elisabeth I.) für die gesamte Küste, einschließlich der Seeprovinzen. Zu den ersten Kolonien gehörten St. John’s (Neufundland), das 1583 von Sir Humphrey Gilbert in Besitz genommen wurde (es kam jedoch erst zwei Jahrzehnte später zu einer ständigen Besiedlung); die 1585–1587 gegründete und 1590 unter ungeklärten Umständen verwüstete Kolonie Roanoke war eine der ersten. „Jamestown Settlement“ ist die in 1607 gegründet, erste erfolgreiche Ansiedlung Englands. Die Popham Colony, die ebenfalls 1607 im heutigen Maine gegründet wurde, wurde nach einem Jahr aufgegeben. Die Siedlung Cuper’s Cove wurde 1610 in Neufundland gegründet. Die Plymouth Colony wurde 1620 gegründet und nach den 1620er Jahren entstand eine ganze Reihe von Kolonien entlang der Nordostküste Nordamerikas, einschließlich der Massachusetts Bay Colony, die 1630 gegründet wurde. Die frühen Kolonien bestanden aus englischen Landwirten und Herren, sowie angeheuerten Ausländern.
Einige englische Kolonien wurden nach dem System von Eigentumsgouverneuren gegründet, die unter Handelschartas englischer Aktiengesellschaften (damals englisch: „Joint Stock Company“) ermächtigt wurden, Ansiedlungen zu gründen und zu betreiben.
England übernahm 1664 auch einige niederländische Kolonien, wie Nieuw Nederland (einschließlich Nieuw Amsterdams), die danach in Province of New York umbenannt wurde. Mit den Neu-Niederlanden erlangten die Briten Kontrolle über das frühere Neuschweden, das zuvor die Niederländer erobert hatten. Es wurde Teil von Pennsylvania.

### Schottische Kolonien in Nordamerika
Frühe Versuche des Königreichs Schottland eine Kolonie in Darien zu gründen, blieben ebenso erfolglos wie eine kurze schottische Besiedlung Nova Scotias von 1629 bis 1632. Tausende Schotten nahmen an der englischen Kolonisierung teil, schon bevor die beiden Länder 1707 vereinigt wurden (Realunion nach der seit 1603 bestehenden Personalunion).

### Britische Kolonien in Nordamerika
Das Königreich Großbritannien übernahm 1713 die französische Kolonie Akadien und 1763 nach dem Gewinn des Siebenjährigen Krieges den nördlichen Teil Neufrankreichs sowie die spanische Kolonie Florida. Aus der am dichtesten besiedelten Region Neufrankreichs wurden „Die Kanadas“ Oberkanada und Niederkanada.
Im Norden betrieb die Hudson’s Bay Company Pelzhandel mit den Indianern in Konkurrenz mit französischen Pelzhändlern. Die Company erlangte Kontrolle über das gesamte Einzugsgebiet der Hudson Bay, genannt Ruperts Land. Der kleine Teil des Einzugsgebietes der Hudson Bay, der südlich des 49. Breitengrades liegt, ging 1818 an die USA.
Ab 1775 rebellierten die Dreizehn Kolonien, vorrangig wegen Mitbestimmungsrechten, lokalen Gesetzen und Steuersachen, und gründeten die Vereinigten Staaten von Amerika.
Großbritannien kolonisierte auch die Westküste Nordamerikas, vor allem Oregon Country, von 1818 bis 1848 zusammen mit den USA. Die Kolonien von Vancouver Island, gegründet 1849, und New Caledonia, gegründet 1846, wurden später zusammengelegt und British Columbia genannt.
1867 wurden die Kolonien New Brunswick, Nova Scotia und die Provinz Kanada (der südliche Teil des heutigen Ontario und Québec) zusammengefasst, um ein selbstregiertes Dominion namens Kanada innerhalb des Britischen Weltreichs zu bilden. Québec (einschließlich des heutigen Südteils Ontarios) und Nova Scotia (einschließlich des heutigen New Brunswick und Prince Edward Island) wurde Großbritannien von den Franzosen überlassen. Die Kolonien Prince Edward Island und British Columbia schlossen sich während folgenden sechs Jahre an und Neufundland kam 1949 hinzu. Ruperts Land und das „North-Western Territory“ wurden 1870 Kanada überlassen. Dieses Gebiet besteht nun aus den Provinzen Manitoba (entstanden 1870 nach Verhandlungen zwischen Kanada und einer Provisorischen Regierung der Métis), Saskatchewan und Alberta (beide 1905 gebildet), sowie die Nordwest-Territorien, das Yukon-Territorium (gebildet 1898 nach dem Goldrausch von Klondike) und Nunavut (gebildet 1999).

#### Liste britischer Kolonien in Nordamerika
- Kolonie Roanoke, gegründet 1586, aufgegeben im Folgejahr. Bei einem zweiten Versuch 1587 verschwanden die Bewohner (auch genannt die Verlorene Kolonie).
- Virginia Company, gegründet 1606; wurde 1624 zur Kolonie und Dominion von Virginia
  - London Company
    - Siedlung Jamestown, gegründet 1607.
    - Die Bermuda-Inseln im Nordatlantik wurden zuerst 1609 von der Londoner Virginia Company besiedelt; die Verwaltung ging an „The Somers Isles Company“ über, die von denselben Aktionären 1615 gebildet worden war. Auch offiziell unter dem Namen „The Somers Isles“ bekannt, gehören sie noch heute zu den britischen Überseeterritorien.
    - Citie of Henricus (auch: „Henricopolis“ oder „Henrico Town“), wurde 1611 als eine Alternative zum sumpfigen Standort von Jamestown gegründet und bei dem Indianischen Massaker von 1622 (auch: „Jamestown Massaker“) zerstört.

  - Plymouth Company (auch: „Plymouth Adventurers“, „Virginia Company of Plymouth“ oder „Virginia Bay Company“)
    - Popham Colony (auch: „Sagadahoc Colony“), gegründet 1607, aufgegeben 1608
- Society of Merchant Venturers (auch: „Merchant Venturers“) (Neufundland)
  - Cuper's Cove, gegründet 1610, aufgegeben in den 1620er Jahren
  - Bristol's Hope, gegründet 1618, aufgegeben in den 1630er Jahren
- London and Bristol Company (auch: „Newfoundland Company“) (Neufundland)
  - Renews, gegründet 1615
    - Siedlung Jamestown, gegründet 1607.
- St. John’s (Neufundland), erworben von Sir Humphrey Gilbert 1583; periodische Nutzung ca. 1520[2]; inoffizielle Ganzjahressiedler  vor 1620.[3][4]
- Council for New England
  - Plymouth Colony, gegründet 1620, 1691 vereinigt mit der Massachusetts Bay Colony
- Ferryland, George Calvert, dem ersten Baron Baltimore 1620 zugesprochen; die ersten Siedler kamen im August 1621[5]
- Province of Maine, anerkannt 1622, aufgelöst 1677
- South Falkland, Neufundland, gegründet 1623 von Henry Cary, 1. Viscount Falkland
- Province of New Hampshire, später New Hampshire besiedelt 1623; siehe auch New Hampshire Grants
- Dorchester Company Colony, die Dorchester Company gründete 1624 eine erfolglose Fischersiedlung am Cape Ann im heutigen Gloucester (Massachusetts)
- Salem Colony, später Salem (Massachusetts), gegründet 1628, im darauffolgenden Jahr vereinigt mit der Massachusetts Bay Colony
- Massachusetts Bay Colony, später Teil von Massachusetts, gegründet 1629
- New Scotland, das heutige Nova Scotia, 1629–1632
- Connecticut Colony, später Teil von Connecticut, gegründet 1635
- Province of Maryland, später Maryland, gegründet 1632
- New Albion, erworben 1634, gescheitert 1649–50.
- Colony of Rhode Island and Providence Plantations, zuerst besiedelt 1636
- New Haven Colony, gegründet 1638
- Province of New York, erobert 1664
- Province of New Jersey, erobert 1664
  - geteilt in West Jersey und East Jersey nach 1674, jedes unterhalten von seiner eigenen Proprietären-Firma
- Ruperts Land, Eigentum der Hudson’s Bay Company, gegründet 1670
- Province of Pennsylvania, später Pennsylvania, gegründet 1682 als eine englische Kolonie, obgleich sie zuerst von Niederländern und Schweden besiedelt wurde
- Delaware Colony, später Delaware, 1704 abgetrennt von Pennsylvania
- Province of Carolina
  - Province of North Carolina, zuerst 1586 besiedelt bei Roanoke, wurde 1730 eine eigenständige Kolonie
  - Province of South Carolina, erste ständige Besiedlung 1670, wurde 1730 eine eigenständige Kolonie
- Province of Georgia, später Georgia, zuerst besiedelt um 1670, formell Kolonie seit 1732
- Nova Scotia, 1629 Schauplatz einer erfolglosen schottischen Kolonie, 1713 britische Kolonie, jedoch bis 1758 nicht permanent einschließlich Kap-Breton-Insel
- Québec, hieß unter französischer Herrschaft „Canada“, am stärksten besiedelter Teil von Neufrankreich, Großbritannien erlangte die vollständige Kontrolle über Französisch Kanada 1759–1761, während des  Siebenjährigen Krieges; Frankreich trat die Besitzrechte mit dem Pariser Frieden 1763 ab.
- Ostflorida und Westflorida, 1763 von Spanien im Tausch gegen Kuba erworben, von Spanien erobert 1761; die Floridas wurden 1779 von Spanien zurückerobert.
- St. John's Island, 1769 abgeteilt von Nova Scotia, 1798 umbenannt in Prince Edward Island
- New Brunswick, 1784 von Nova Scotia abgeteilt
- Ontario, 1791 von Québec abgeteilt als Oberkanada
- New Caledonia, auch Columbia genannt, zuerst besiedelt 1805, seit 1821 von der Hudson’s Bay Company verwaltet; wurde 1858 Kolonie und in British Columbia umbenannt
- Vancouver Island, 1843 Fort der Hudson’s Bay Company, 1849 Royal Charter, 1866 vereinigt mit British Columbia

#### Britische Kolonien in der Karibik
In der Reihenfolge der Besiedlung oder Gründung:
- St. Kitts – Die Insel wurde 1623 von Sir Thomas Warner besiedelt. Im folgenden Jahr besiedelten zudem Franzosen Teile von St. Kitts. Nachdem sie die Kariben massakriert hatten, wandten sich Briten und Franzosen gegeneinander und St. Kitts wechselte zwischen beiden hin und her, bis mit dem Frieden von Paris (1783) die Insel an die Briten fiel. Sie wurde 1983 als St. Kitts und Nevis unabhängig.
- Barbados – Die Insel wurde 1625 besiedelt. Sie wurde 1966 unabhängig.
- Nevis – Die Insel war seit 1628 ständig besiedelt. Sie wurde als St. Kitts und Nevis 1983 unabhängig.
- Antigua – Die Insel wurde 1632 besiedelt. Sie wurde als Antigua und Barbuda 1981 unabhängig.
- Barbuda – Die Insel wurde 1632 besiedelt. Sie wurde als Antigua und Barbuda 1981 unabhängig.
- Montserrat – Die Insel wurde 1632 besiedelt. 1664–1668 und 1782–1784 wurde sie von den Franzosen okkupiert. Sie ist nach wie vor britisches Territorium.
- Bahamas – Die Inselgruppe wurden von 1647 an besiedelt. 1971 wurde sie unabhängig.
- Anguilla – Die Insel wurde 1650 besiedelt. Seine Regierung war von 1882 mit der von St. Christopher vereinigt, bis sie 1967 ihre Abtrennung erklärte. 1969 wurde sie zurück unter britische Verwaltung gebracht. Sie ist nach wie vor britisches Territorium.
- Jamaika – Die Insel wurde 1655 von Spanien erobert. Sie wurde 1962 unabhängig.
- Britische Jungferninseln – Die Inseln wurden von 1666 an besiedelt. Sie sind nach wie vor britisches Territorium.
- Cayman Islands – Die Inseln wurden erstmals in den 1750er Jahren ständig besiedelt. Sie sind nach wie vor britisches Territorium.